# 甘蔗鞭黑粉菌
甘蔗鞭黑粉菌（学名：Ustilago scitaminea）是属于黑粉菌目黑粉菌科黑粉菌属的一种真菌，寄生在甘蔗属植物上，可引起甘蔗鞭黑粉病。该种分布于中国、印度尼西亚、印度、塔吉克斯坦、葡萄牙、埃及、苏丹、肯尼亚、马达加斯加、美国、墨西哥等。